# أغبلاغ همداني
أغبلاغ همداني هي قرية في مقاطعة تكاب، إيران. يقدر عدد سكانها بـ 65 نسمة بحسب إحصاء 2016.